# 内政
内政（ないせい、英語：Domestic affairs）とは、国内における政治や行政のことである。

## 概要
具体的には積極的または消極的に国民の福祉を増進するための行政を指しており、土木、社会福祉、衛生、産業指導、教育、警察、運輸・通信等に係る行政が内政にあたる。

## 戦前の日本の内政
戦前の日本では、内政（国内行政）全般を担う役所として内務省が設置されていた。内務省発足時の所管業務は、産業政策、地方行政、警察であったが、そのうち、産業政策は農商務省へ移り、以後、地方行政と警察を所管する省として有名になった。
内務省は府県行政を所管していたため、文部省所管の教育行政や農林省（農商務省）所管の農業行政など、所管外である国内行政のうち、府県行政下で行われているものも主導していた。
大正時代に入ると地方行政の中から社会福祉分野が独立し、1919年（大正8年）に設置された地方局社会課が社会局へとなる。その後、社会局は衛生局とともに分離され、1938年（昭和13年）1月に厚生省となる。
内政は国政の重要分野であるものの、第二次世界大戦が激化していくにつれ、日本では国政の中心が外交軍事となり、内政はそれを補うものという形になっていった。
戦時中の日本のインナーキャビネットといわれる五相会議は総理大臣、大蔵大臣、外務大臣、陸軍大臣、海軍大臣の5閣僚で構成されており、内務大臣は含まれていなかった。極端な例として、第1次近衛内閣では外交軍事分野のみでなく、内政分野についても五相会議で扱おうとしていた。また、先に述べたとおり、発足当初の内務省は内政全部門を所管していたが、徐々に機能が分化され、産業、交通、通信が分離。明治後半からは司法省や文部省への業務移管、昭和になってからは厚生省への分離と、内政のうち限られたものを所管することになっていった。